# Sigrid Folz-Steinacker
Sigrid Folz-Steinacker (geb. Reinicke; * 10. Januar 1941 in Hamburg) ist eine deutsche Unternehmerin und Politikerin (FDP).

## Ausbildung und Beruf
Nach dem Besuch der Mittelschule und der Handelsschule durchlief Sigrid Folz-Steinacker eine kaufmännische Lehre. Nach einer Tätigkeit als kaufmännische Angestellte machte sie sich als Großhändlerin und Handelsvertreterin selbständig. Sie war Vorstandsmitglied  der Eisen AG Lothringen und Mitglied der Stabsstelle der Geschäftsführung der Beteiligungsgesellschaft Aachener Region.

## Politik
Sigrid Folz-Steinacker trat 1977 der FDP bei. Sie gehörte dem FDP-Bezirksvorstand Oldenburg und dem FDP-Landesvorstand Niedersachsen an. Bei der Bundestagswahl 1987 wurde sie über die Landesliste Niedersachsen der FDP in den Deutschen Bundestag gewählt, dem sie bis zum Ende der Wahlperiode im Dezember 1990 angehörte. Im Bundestag war Folz-Steinacker Ordentliches Mitglied des Wirtschaftsausschusses.